# Битва при Уорбоннет-Крик
Битва при Уорбоннет-Крик (англ. Battle of Warbonnet Creek) — сражение между северными шайеннами и армией США во время Войны за Чёрные Холмы, произошедшее 17 июля 1876 года на территории современного округа Су. Битва, фактически являвшаяся перестрелкой, стала известна как Первый скальп за Кастера (англ. First Scalp for Custer). Это единственная стычка между американской армией и индейцами во время войны произошедшая на территории Небраски.

## Предыстория
12 июля полковник Уэсли Меррит получил приказ соединиться с Джорджем Круком у Гус-Крик на севере Вайоминга. Его войско уже проделало путь в 25 км и собиралось стать лагерем, когда Мерриту доставили сообщение от капитана Уильяма Джордана, командира гарнизона Кэмп-Робинсон. Джордан предупреждал, что сотни северных шайеннов намереваются покинуть агентство Красного Облака, предположительно для того, чтобы присоединиться к враждебным индейцам.
Меррит решил перехватить шайеннов и силой побудить их вернуться обратно в резервацию. За следующие два дня он прошёл обратно по собственному следу 82 км и 14 июля стал лагерем на северо-западе Небраски у пути, соединяющем форт Ларами и агентство Красного Облака. Полковник отправил одну роту под командованием майора Тадеуша Стэнтона выяснить ситуацию в агентстве. На следующий день Стэнтон и Джордан послали Мерриту сообщение, в котором говорилось, что примерно 800 шайеннов и большое количество сиу собираются вечером этого дня или на следующий день покинуть агентство. Послание было преувеличено — всего около 200 северных шайеннов покинули резервацию.
Вскоре, после получения донесения от Стэнтона и Джордана, семь рот кавалерии пошли на север. Полковник намеревался развернуть роты во фронт перед шайеннами, встретить противника и отбросить назад к агентству. Меррит оставил небольшое количество солдат охранять обоз, командиру которого было приказано двигаться вслед за полком и соединиться с ним, когда кавалерия сделает остановку. Одним из скаутов войска был Уильям Коди, получивший прозвище Буффало Билл после того, как подписал контракт, по которому обязался обеспечить рабочих Канзасской и Тихоокеанской железнодорожных компаний мясом бизонов.

## Сражение
Вечером 16 июля, преодолев более 136 км за 31 час, армия Мерритта подошла к лесу, окаймлявшему Уорбоннет-Крик. Полковник разбил лагерь на небольшой возвышенности напротив череды холмов. Около пяти утра солдаты обнаружили индейских всадников в 5 км от своего лагеря. Меррит планировал устроить засаду, он спрятал большую часть своих солдат в крытых фургонах и разместил снайперов поблизости, вне поля зрения. Заметив солдатский обоз около Уорбоннет-Крик, военный отряд из шести воинов бросился прямо к нему, чтобы отвлечь внимание от основной массы шайеннов. Солдаты в обозе вышли из фургонов и образовали линию.
Кавалеристы и скауты выбрались из укрытия и открыли огонь, в то время как Мерритт вернулся на вершину холма, чтобы наблюдать за разворачивающимися перед ним событиями. Шайенны, не ожидавшие такого, осадили лошадей и начали отстреливаться. Остававшиеся на холме индейцы поскакали вниз на выручку своих попавших в ловушку товарищей.  Между одним шайенном по имени Жёлтые Волосы и скаутом Буффало Биллом произошёл поединок. Желтые Волосы выстрелил и промахнулся, испуганная лошадь Коди взбрыкнула и сбросила своего наездника. Вскочив на ноги, Буффало Билл в свою очередь выстрелил, пуля прострелила ногу воина и убила его лошадь. Шайенн встал, но вторая пуля Уильяма Коди прострелила ему голову. Несколько северных шайеннов попытались забрать тело мёртвого воина, но кавалеристы оттеснили их, и Буффало Билл снял с него скальп.
Северные шайенны были вынуждены отступить в сторону агентства. Армия Меррита преследовала их на протяжении почти 5 км, затем кавалеристам пришлось остановиться, чтобы перегруппироваться. Единственным вышедшим из строя солдатом стал рядовой Джефферс, лошадь которого споткнулась и упала на речном берегу. Остаток дня Меррит провёл, преследуя индейцев на протяжении 64 км в направлении агентства Красного Облака.

## Итоги
Позже, Уэсли Мерритт присоединился к Джорджу Круку, чья команда позднее соединилась с экспедицией генерала Альфред Терри, доведя общую численность вооружённых сил США примерно до 4000 человек.
Тактически сражение при Уорбоннет-Крик было незначительной стычкой, вряд ли чего-то значившей. Стратегически и психологически, однако, это стало лучшим известием, полученным американским командованием за всё лето 1876 года, так как сражения при Роузбад и Литтл-Бигхорн принесли много разочарований и унижений. Уэсли Мерритт совершил форсированный переход, преградил путь вышедшим из резервации северным шайеннам, разбил их крупный авангард и оттеснил всю группу обратно к агентству, при этом его войско не понесло никаких потерь.
Буффало Билл вернулся на сцену в октябре, его шоу было подчеркнуто мелодраматической реконструкцией его дуэли с Жёлтыми Волосами. Он показывал скальп павшего воина, головной убор из перьев, нож, седло и другие личные вещи шайенна. Позже он часто изображал это убийство во время своего шоу «Дикий Запад» в реконструкции, которую он назвал Первый скальп Буффало Билла для Кастера.